# Inoussa Ousséïni
Inoussa Ousséïni (* 9. September 1949 in Kellé; † 5. Januar 2021 in Paris) war ein nigrischer Filmregisseur, Politiker und Diplomat.

## Leben
Inoussa Ousséïnis Interesse am Kino wurde durch die Filme seines Landsmanns Moustapha Alassane geweckt. Er arbeitete als Assistent bei Filmen von Serge Moati mit, die dieser in den Jahren 1967 und 1968 in Niger drehte. In dieser Zeit gehörte er auch zu den Mitbegründern des Journals Synthèses nigériennes, für dessen Filmrubrik er zuständig war. Ousséïni begann er ein Studium der Soziologie an der Universität Tours in Frankreich, wo er einen Studentenfilmclub gründete. Er widmete sich Forschungen zur Sexualität im studentischen Milieu. Seine Untersuchungen zu den Auswirkungen der sexuellen Revolution führten ihn bis nach Schweden. Sein Soziologie-Studium schloss er mit einer Licence ab.
In den 1970er und 1980er Jahren schuf Inoussa Ousséïni als Regisseur eine Reihe von Kurzfilmen. Für seinen Kurzspielfilm Paris ist schön über die Erlebnisse eines illegal nach Frankreich eingereisten Afrikaners wurde er unter anderem mit dem Prix de la critique am FESPACO 1976 ausgezeichnet. Unter der Leitung Ousséïnis nahm 1980 das Consortium Interafricain de Distribution Cinématographique (CIDC) seine Tätigkeit auf. Das CIDC erwarb Vertriebskanäle von einem Tochterunternehmens des französischen Kinokonzerns UGC, der den Filmverleih im frankophonen Subsahara-Afrika de facto monopolisiert hatte. Ousséïni initiierte ferner den Prix Boubou Hama, den staatlichen Literaturpreis Nigers, der erstmals 1989 vergeben wurde.
Nach dem Staatsstreich unter der Führung von Ibrahim Baré Maïnassara wurde Inoussa Ousséïni am 1. Februar 1996 als Minister für Kommunikation, Kultur, Jugend und Sport sowie als Regierungssprecher in die Regierung Nigers berufen. Die Ressorts Jugend und Sport übernahm am 23. August 1996 Minister Abdoul Ramane Seydou. Als Minister für Kommunikation und Kultur sowie als Regierungssprecher wurde Ousséïni am 13. Juni 1997 von Mariama Gamatié Bayard abgelöst. 2004 wurde Ousséïni zum Botschafter und ständigen Vertreter Nigers bei der UNESCO ernannt. Er gründete das Dokumentarfilmfestival Forum africain du film documentaire de Niamey, das erstmals im Dezember 2006 in Niamey stattfand.
Inoussa Ousséïni starb im Januar 2021 im Alter von 71 Jahren nach einer schweren Krankheit in Paris.

## Filmografie
- 1970: La Sangsue
- 1974: Paris ist schön (Paris c’est joli)
- 1975: Ganga
- 1976: Une jeunesse face à la culture
- 1976: Lutte saharienne
- 1976: Médecines et médecins
- 1977: Le griot Badye
- 1980: Fantasia
- 1980: Fêtes traditionnelles populaires du Niger
- 1980: Le Soro
- 1980: Wasan kara
- 1986: Tahoua an 2 le festival